# Muzio Attendolo Sforza
Muzio Attendolo Sforza, född den 10 juni 1369 av bondesläkt från Cotignola i Romagna, död den 4 januari 1424, var en italiensk krigare och far till Francesco Sforza.
Sforza bildade av sina närmaste släktingar sitt första kompani. Som en äkta condottiere tjänade han i olika makters sold, såsom Perugias, Florens, Ferraras och Kyrkostatens. Ständigt ökades de trupper han befallde över. Sitt tillnamn Sforza erhöll han för sin kraft. På väg att undsätta L'Aquila drunknade han som konnetabel i Neapels tjänst.